# 20 avril 1969
Le dimanche 20 avril 1969 est le 110e jour de l'année 1969.

## Naissances
- Alberto Herreros, joueur de basket-ball espagnol
- Blair Atcheynum, hockeyeur sur glace canadien
- Cécile Rigaux, joueuse de volley-ball et de beach-volley française
- Diego Herrera, joueur de football équatorien
- Eduardo Vélez, joueur de tennis mexicain
- Felix Baumgartner, parachutiste et sauteur extrême autrichien
- Frédéric Cadiou, joueur de football belge
- Geir Björklund, écrivain norvégien
- Guillaume Laborie, spécialiste français des comics
- Isabelle Brouillette, actrice canadienne
- Joaquín del Olmo, footballeur mexicain
- Laurent Saint-Gérard, acteur français
- Lotte van Dam, actrice néerlandaise
- Omar Harfouch, pianiste-compositeur et homme d'affaires libanais
- Sabir Butt, joueur de squash canadien
- Seiichi Negishi, footballeur japonais
- Takayuki Kobori, joueur de hockey sur glace japonais
- Will Hodgman, politicien australien
- Wulf Dorn, écrivain allemand
- Xavier Novell, évêque espagnol

## Décès
- John Maffey (né le 1er juillet 1877), diplomate britannique
- Vjekoslav Luburić (né le 20 juin 1913), criminel de guerre croate

## Événements
- Fin du championnat d'Espagne de football 1968-1969
- Flèche wallonne 1969
- Fin de la série télévisée britannique Joe 90